# Gropparello
Gropparello is een gemeente in de Italiaanse provincie Piacenza (regio Emilia-Romagna) en telt 2379 inwoners (31-12-2004). De oppervlakte bedraagt 56,3 km², de bevolkingsdichtheid is 42 inwoners per km².
De volgende frazioni maken deel uit van de gemeente: Castellana, Groppovisdomo, Gusano, La Valle, Montechino, Obolo, Sariano, Veggiola.

## Demografie
Gropparello telt ongeveer 1091 huishoudens. Het aantal inwoners daalde in de periode 1991-2001 met 10,3% volgens cijfers uit de tienjaarlijkse volkstellingen van ISTAT.
| Jaar | Inwoneraantal |
| ---- | ------------- |
| 1991 | 2642          |
| 2001 | 2369          |

## Geografie
De gemeente ligt op ongeveer 355 m boven zeeniveau.
Gropparello grenst aan de volgende gemeenten: Bettola, Carpaneto Piacentino, Lugagnano Val d'Arda, Morfasso, Ponte dell'Olio, San Giorgio Piacentino.

## Externe link

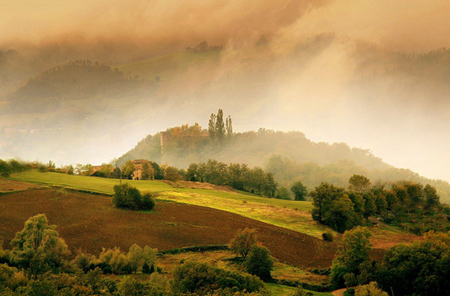
Uitzicht op Montechino